# Đại học Amsterdam
Đại học Amsterdam (Universiteit van Amsterdam) là một trường đại học nghiên cứu công lập ở Amsterdam, Hà Lan. Với ngân sách 600 triệu euro, hơn 40.000 sinh viên theo học và đội ngũ nhân viên khoảng 6.000, Đại học Amsterdam là một trong những trường đại học lớn ở châu Âu. gồm bảy khoa: Nhân văn, khoa học xã hội và hành vi, Kinh tế, Luật, Khoa học, Y khoa và Nha khoa. Trường có một chương trình quốc tế hóa mạnh mẽ và cung cấp hơn 85 chương trình giảng dạy bằng tiếng Anh cho trình độ thạc sĩ, cũng như một số các khóa học giảng dạy bằng tiếng Hà Lan và tiếng Anh. Khu trường sở của trường chủ yếu nằm ở trung tâm Amsterdam.